# 馬薩-卡拉拉省
馬薩-卡拉拉省 （義大利語：Provincia di Massa-Carrara）是意大利托斯卡纳大区的一個省。面積1,157平方公里，2006年人口200,695人。首府馬薩。
下分17市鎮。